# Charles Martin (autocoureur)
Charles Martin (29 maart 1989) is een Frans rallyrijder die het Kampioenschap rally rijdt in het Europees kampioenschap rally (ERC).

## Carrière
Martin is fabrieksrijder van Peugeot en rijdt het kampioenschap met een Peugeot 208 T16. Het programma voor 2015 zal uit vier ECR gebeurtenissen bestaan, ook in zijn geboorteland Frankrijk rijdt hij twee rally's. Martin volgt Kevin Abbring in de wielensporen.

## Complete resultaten
- 2015: 5de - Circuit of Ireland Rally[2]
- 2014: Winnaar van de Peugeot 208 Rally Cup
- 2013: 4de op de Peugeot 208 Rally Cup
- 2012: Winnaar van de Twingo R1 trofee / vice Junior Frans kampioen
- 2011: 4de Twingo R1 trofee op de / 4e op de Franse juniorkampioenschappen
- 1ste Rally: Epernay Champagne wijnen in 2010 (rallynavigator Denis Giraudet)[3]